# The Piper at the Gates of Dawn
The Piper at the Gates of Dawn is het eerste album van de Britse progressieve-rockband Pink Floyd. Het album verscheen op 5 augustus 1967.

## Achtergrond
Acht van de elf nummers werden geschreven door Syd Barrett. "Pow R. Toc H." werd als "The Pink Jungle" gespeeld tijdens de uitvoeringen van het conceptuele werk The Man and the Journey. Het nummer "Take up Thy Stethoscope and Walk" is het eerste nummer van Roger Waters dat opgenomen is.
In 1994 verscheen het album pas op cd. In 1997 verscheen vanwege de 30e verjaardag van de plaat een speciale monoversie (in beperkte oplage). In september 2007 verscheen de Piper-3 cd-box vanwege de 40e verjaardag van het album. Naast een stereo- en een monoversie is er nog een derde cd met de eerste drie singles plus B-kanten van de groep (behalve de B-kant "Scarecrow" die al op het album staat) en nog enkele interessante verrassingen, waaronder de stereomix van "Apples and Oranges".

## Tracklist
Alle muziek en teksten zijn geschreven door Syd Barrett, behalve waar aangeduid. 
| 1.                 | Astronomy Domine                                        | 4:12 |
| 2.                 | Lucifer Sam                                             | 3:09 |
| 3.                 | Matilda Mother                                          | 3:09 |
| 4.                 | Flaming                                                 | 2:47 |
| 5.                 | Pow R. Toc H. (Barrett, Waters, Wright, Mason)          | 4:28 |
| 6.                 | Take Up Thy Stethoscope and Walk (Waters)               | 3:08 |
| 7.                 | Interstellar Overdrive (Barrett, Waters, Wright, Mason) | 9:43 |
| 8.                 | The Gnome                                               | 2:15 |
| 9.                 | Chapter 24                                              | 3:44 |
| 10.                | Scarecrow                                               | 2:13 |
| 11.                | Bike                                                    | 3:24 |
| Totale duur: 41:52 |                                                         |      |

## Bezetting
- Syd Barrett - zang, gitaar
- Roger Waters - basgitaar, zang
- Richard Wright - toetsen, zang
- Nick Mason - drums

## Verwijzingen

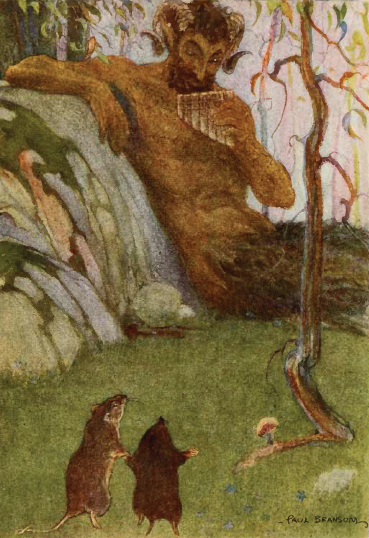
The Piper at the Gates of Dawn, afgebeeld door Paul Bransom in de Amerikaanse uitgave van De wind in de wilgen van Kenneth Grahame uit 1913

- De titel "Piper at the Gates of Dawn" verwijst naar de titel van het zevende hoofdstuk van The Wind in the Willows van Kenneth Grahame.
- De titel, en grotendeels de songtekst, van "Chapter 24" komen uit hoofdstuk 24 van de I ching. Hoofdstuk 24 heet in het boek 'Fu', hetgeen verandering/succes betekent. (Denk aan lyric: "Change return success, action brings good fortune")
- "Lucifer Sam" heette oorspronkelijk "Percy the Rat catcher". Percy was de kat van Syd. Jennifer Gentle uit dit nummer verwijst verder naar een vriendin van Syd, Jenny Spires. En verder is ook in dit nummer hergebruik gemaakt van teksten uit het "I Ching"-boek.
- Voor "Matilda Mother" las Syd letterlijk teksten voor uit "Cautionary Tales", een kinderversenboek van Hillaire Belloc. Echter toen duidelijk werd dat Pink Floyd geen toestemming kreeg om dit op het album te zetten heeft Syd zijn eigen versie geschreven.
- 'Dan Dare' zoals gezongen in "Astronomy Domine" verwijst naar een stripfiguur.

- MusicBrainz release group: 6792b6d1-4e65-3c3c-9d20-d08aa1dcfc60

Nummers van Pink Floyd